# 다쿠쇼쿠 대학
다쿠쇼쿠 대학(일본어: 拓殖大学, Takushoku University)은 일본의 사립 대학이다. 대학 본부는 도쿄도 분쿄구에 있다. 약칭은 拓大(たくだい)이다.

## 연혁
다쿠쇼쿠 대학의 기원은 1900년에 가쓰라 다로가 도쿄에 설립한 타이완 협회학교(臺灣協會學)이다. 이 학교의 목적은 1895년에 일본의 식민지가 되었던 타이완섬의 척식(개척/식민)에 종사할 인재를 양성할 것이었다. 1904년에 전문학교로 승격하여 1907년에 동양협회전문학교(東洋協會專門學校), 1915년에 동양협회식민전문학교(東洋協會植民專門學校)로 개칭되었다
. 경성에 분교가 있었다 (참조: 경성고등상업학교).
1922년에 동양협회대학(東洋協會大學/とうようきょうかいだいがく)으로 승격하여 1926년에 다쿠쇼쿠 대학(척식대학)으로 개칭되었다. 1946년에 고료 대학(紅陵大學/홍릉대학)으로 개칭되어 ('고료'는 단풍나무로 붉은 언덕을 의미하였다),
1952년에 다쿠쇼쿠 대학이라는 이름에 복귀하였다.
- 1900년 : 타이완 협회학교 설립 (도쿄).
- 1901년 : 현 분쿄(文京) 캠퍼스로 이전.
- 1904년 : 타이완 협회 전문학교로 개칭.
- 1907년 1월 : 동양협회전문학교(東洋協會專門學校)로 개칭.
- 1907년 10월 : 경성분교 개설[2].
- 1915년 8월 27일: 동양협회식민전문학교(東洋協會植民專門學校)로 개칭---- 日本 文部省認可 學校.
- 1916년 6월 26일 : 동양협회척식전문학교 경성분원(東洋協會拓植專門學校)京城 分院으로 朝鮮總督部 設立 認可.
- 1918년 4월 9일 : 다쿠쇼쿠 대학(척식대학)으로 개칭 (전문학교령(專門學校令)에 의한 학교).
경성분교가 동양협회 경성전문학교로서 분리
- 1920년 4월 사립 경성고등상업학교로 개칭및 교사 대화정에서 숭이동으로 이전.
- 1922년 3월 31일 : 대학령(大學令)에 의한 대학으로 승격: 동양협회대학으로 개칭.
- 1926년 : 다쿠쇼쿠 대학으로 개칭.
- 1946년 : 고료 대학(紅陵大學)으로 개칭.
- 1949년 : 신제 고료 대학 발족.
학부: 상학부, 정경학부.
- 1951년 : 대학원 석사과정 설치.
- 1952년 : 다쿠쇼쿠 대학으로 개칭.
- 1970년 : 대학원 박사과정 설치.
- 1977년 : 하치오지 캠퍼스 개설. 외국어학부 설치.
- 1987년 : 공학부 설치.
- 2000년 : 국제개발학부 설치.
- 2007년 : 국제개발학부를 국제학부로 개명.

### 특징
척식학(拓殖學)을 주요 과정으로 개설한 대표적인 식민지 전문 요원 양성학교로 출발했다. 천황이 은사금을 내려준 학교였다.

## 캠퍼스
- 분쿄(文京) 캠퍼스: 대학 본부 캠퍼스.
- 도쿄도 분쿄구 고히나타(小日向) 3-4-14.
- 하치오지(八王子) 캠퍼스: 외국어학부, 공학부, 국제학부 캠퍼스.
- 도쿄 도 하치오지시 다테마치(館町) 815-1.

## 조직

### 학부
- 상학부
  - 경영학과
  - 국제 비즈니스 학과
  - 회계학과
- 정경학부
  - 법률정치학과
  - 경제학과
- 외국어학부
  - 영미어학과
  - 중국어학과
  - 스페인어학과
- 국제학부
  - 국제학과
- 공학부
  - 기계 시스템 학과
  - 전자 시스템 학과
  - 정보공학과
  - 공업 디자인 학과

### 별과
- 유학생 별과 (1년제)

### 대학원
- 경제학 연구과
- 상학 연구과
- 공학 연구과
- 언어교육 연구과
- 국제협력학 연구과
- 지방정치 행정 연구과

### 부속기관
- 도서관
- 경영경리 연구소
- 정치경제 연구소
- 언어문화 연구소
- 이공학종합 연구소
- 해외사정 연구소
- 일본문화 연구소
- 국제개발 연구소
- 이슬람 연구소
- 일본어교육 연구소

## 같이 보기
- 쇼토칸
- 니토베 이나조
- 고토 신페이
- 우가키 가즈시게
- 나카소네 야스히로
- 모리모토 사토시
- 오카와 슈메이